# Rhodésie (pays)
Pour les articles homonymes, voir Rhodésie.
11 novembre 1965 – 1er juin 1979
(13 ans, 6 mois et 21 jours)
Entités précédentes :
- Rhodésie du Sud

Entités suivantes :
- Zimbabwe-Rhodésie

La Rhodésie (en anglais : Rhodesia) était un État non reconnu situé en Afrique australe qui exista de 1965 à 1979 et qui constituait le prédécesseur de l'actuel Zimbabwe. La Rhodésie succéda à la colonie autonome britannique de Rhodésie du Sud établie en 1923. Nation enclavée, la Rhodésie était entourée au sud par l'Afrique du Sud, le Bechuanaland (futur Botswana) à l'ouest, la Zambie au nord et le Mozambique portugais (futur Mozambique indépendant) à l'est.
À la fin du XIXe siècle, le territoire du Nord du Transvaal fut acheté par la British South Africa Company dirigée par Cecil Rhodes. Ce dernier et sa colonne de pionniers marchèrent vers le Nord en 1890 et acquirent une large partie de territoire qui fut dirigé par l'entreprise jusqu'au début des années 1920. En 1923, la charte de l'entreprise fut révoquée et la colonie de Rhodésie du Sud fut établie avec un gouvernement responsable. Entre 1953 et 1963, elle rejoignit les colonies de Rhodésie du Nord et du Nyassaland au sein de la fédération de Rhodésie et du Nyassaland. 
La décolonisation de l'Afrique au début des années 1960 alarma une proportion significative de la population blanche. Dans une tentative de retarder la transition de pouvoir à la majorité noire, le gouvernement principalement blanc de la Rhodésie proclama une déclaration unilatérale d'indépendance le 11 novembre 1965. L'administration rhodésienne chercha initialement à être reconnue comme un Royaume indépendant et membre du Commonwealth mais devant le refus du Royaume-Uni de la reconnaitre, la République fut proclamée en 1970. 
La guerre du Bush, qui opposa le gouvernement contre deux organisations nationalistes et communistes africaines (ZANU et ZAPU), s'intensifia durant les années 1970 ce qui incita le Premier ministre Ian Smith à concéder l'établissement d'une démocratie multiraciale en 1978. Cependant, le gouvernement provisoire de Zimbabwe-Rhodésie dirigé par Smith et son collègue modéré Abel Muzorewa échoua à apaiser les critiques et les relations internationales ainsi que de mettre un terme à la guerre. En décembre 1979, Muzorewa qui remplaça Smith au poste de Premier ministre conclut des accords avec les militants nationalistes et le Royaume-Uni, laissant la Rhodésie redevenir brièvement une colonie le temps d'organiser des élections au suffrage universel. Le pays obtint finalement une indépendance internationalement reconnue le 17 avril 1980 sous le nom de République du Zimbabwe.
Les plus grandes villes de la Rhodésie étaient sa capitale, Salisbury, et Bulawayo. La population blanche, qui atteignit les 300 000 personnes, domina la vie politique et économique du pays bien qu'elle n'ait jamais constitué plus de 8% de la population totale. La Rhodésie développa une économie largement dépendante de l'agriculture, de la manufacture et de l'exploitation minière. Ses plus larges exportations étaient le chrome, le tabac et l'acier. Les sanctions économiques internationales ont augmenté la pression sur le pays au fil du temps. Le Parlement de Rhodésie, qui incluait une Assemblée et un Sénat, était majoritairement blanc avec une minorité de sièges réservés pour les Noirs. Après 1970, le pays continua à utiliser un système parlementaire lorsqu'il était une république, avec un président, un Premier ministre et un cabinet.

## Origines du nom

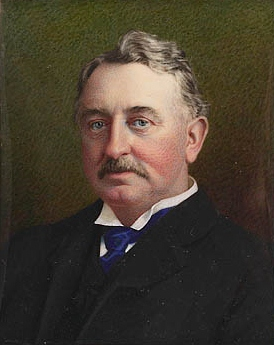
Le nom de la Rhodésie est hérité de Cecil Rhodes (1853-1902).

le premier Drapeau de Rhodésie (1964-1968)

Quand les colons et salariés européens de la British South Africa Company (BSAC) s'établissent dans le bassin du Limpopo-Zambèze à partir de 1890, ces territoires sont alors connus sous les noms de Mashonaland, Matabeleland et Barotseland. Plusieurs noms sont proposés pour désigner ces territoires, notamment « Zambesia » (ou Zambézie en français), « Charterland » ou territoires de la BSAC. Le nom de Rhodésie (Rhodesia en anglais), utilisé à partir de 1892 par la plupart des premiers colons pour désigner les possessions de la BSAC en Afrique australe, est officialisé par la compagnie britannico-sud-africaine en mai 1895 et par le Royaume-Uni en 1898. Le nom rend hommage à Cecil Rhodes, homme d'affaires britannique, premier ministre de la colonie du Cap, fondateur et administrateur de la BSAC (le nom faillit être celui de Cecilia, en l’honneur de la marquise de Salisbury).
Plus particulièrement, les territoires jusque-là divisés en Zambézie du Nord et Zambézie du Sud en amont et en aval du fleuve Zambèze, sont baptisés Rhodésie du Nord (actuelle Zambie) en 1911 et Rhodésie du Sud en 1901.
En octobre 1964, au lendemain de l'indépendance de la Rhodésie du Nord sous le nom de Zambie, le gouvernement de Salisbury fait valoir auprès de la métropole britannique, qu'étant privé de Rhodésie du nord, la terminologie géographique de Rhodésie du Sud est devenue obsolète. Une loi adoptant le nom de Rhodésie pour désigner la colonie britannique est alors adoptée par le parlement de Salisbury mais non validée par le gouvernement du Royaume-Uni lequel estime que la dénomination d'une colonie britannique est de la seule prérogative de Whitehall et non de la colonie elle-même. Néanmoins, les autorités de Salisbury n'utilisent dès lors plus que la dénomination Rhodésie dans tous ses actes officiels. Si la plupart des médias internationaux utilisent également dès lors la terminologie de Rhodésie pour parler de la Rhodésie du Sud, le gouvernement britannique continue à désigner le territoire sous ce dernier vocable, même après la déclaration unilatérale d'indépendance en 1965 et la proclamation de la République de Rhodésie en 1970. Le pays cessera d'exister en juin 1979 au profit du Zimbabwe-Rhodésie.
De décembre 1979 au 17 avril 1980 quand le Zimbabwe-Rhodésie revient sous le giron du Royaume-Uni, la Rhodésie est de nouveau désignée officiellement du nom de Rhodésie du Sud par les autorités britanniques responsables du territoire.

## Chronologie

### À l'origine de la Rhodésie du Sud
- 1888-1894 : Mashonaland et Matabeleland (protectorat sous administration de la BSAC).
- 1894-1895 : territoires du Mashonaland-Zambézie du Sud et du Matabeleland.
- 1895-1901 : protectorat de Rhodésie et de Zambézie du Nord.
- 1901-1923 : Rhodésie du Sud-Zambézie du Sud.

### La Colonie de la Couronne britannique (1923-1964)
- 1923 : rejet du rattachement à l'Union sud-africaine par un référendum auprès des populations rhodésiennes, d'ascendance européenne. Formation de la Colonie de la Couronne avec gouvernement responsable de Rhodésie du Sud.
- 1953 : formation de la Fédération de Rhodésie et du Nyassaland incluant la Rhodésie du Sud (colonie de la Couronne), la Rhodésie du Nord et le Nyasaland (protectorats britanniques). La Rhodésie du Sud conserve son statut de Colonie de la Couronne avec un gouvernement responsable.
- 31 décembre 1963 : dissolution de la Fédération de Rhodésie et du Nyassaland. Retour à la situation antécédente : Colonie de la Couronne avec gouvernement responsable de Rhodésie du Sud.
- 1964 : indépendances de la Rhodésie du Nord (Zambie) et du Nyassaland (Malawi). La Rhodésie du Sud se renomme unlatéralement Rhodésie. Une loi officialisant le changement de nom est adopté par le parlement rhodésien. Le Royaume-Uni ne reconnait pas ce changement de nom.

### Le Dominion indépendant et souverain (1965-1970)
- 11 novembre 1965 : déclaration unilatérale d'indépendance de la Rhodésie par le gouvernement colonial du Front rhodésien dirigé par Ian Smith. La Grande-Bretagne déclare illégale la déclaration d'indépendance de sa colonie. Ayant conservé la Reine Élisabeth II comme souveraine, la Rhodésie devient de facto un Dominion de la Couronne.
- 1966 : début de la guérilla noire, divisée en deux mouvements, ZAPU (Ndebeles) et ZANU (Shonas).
- 1968 : début de l'imposition de sanctions internationales obligatoires contre la Rhodésie.

### La République indépendante et souveraine (1970-1979)

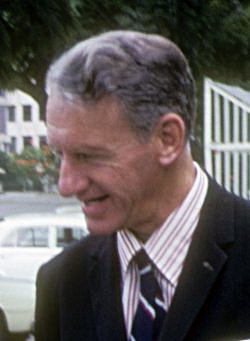
Ian Smith, premier ministre rhodésien.

- 1970 : proclamation de la République de Rhodésie. Rupture de tous liens politico-juridiques avec le Royaume-Uni.

- 1972 : échec du plan anglo-rhodésien.
- 1973 : fermeture de la frontière entre la Rhodésie et la Zambie.
- 1975 : conférence des Chutes Victoria entre le gouvernement rhodésien et les partis nationalistes africains regroupés dans l'UANC d'Abel Muzorewa.
- 1978 : accords internes entre gouvernement rhodésien et mouvements nationalistes noirs modérés pour la mise en place d'une nouvelle assemblée et d'un gouvernement multiracial. Un avion civil d'Air Rhodesia est abattu en septembre par la guerilla.
- 1979 : 
  - Février : second avion d'Air Rhodesia abattu par la guerilla.
  - Avril : premières élections multiraciales remportées par l'UANC de Muzorewa.

### L'éphémère Zimbabwe-Rhodésie
- Juin 1979 : disparition de la République de Rhodésie. Abel Muzorewa devient Premier ministre de la république de Zimbabwe-Rhodésie.
- Septembre 1979 : début des négociations tripartites entre Londres, Salisbury et le Front patriotique de Robert Mugabe et Joshua Nkomo.

### La Rhodésie redevient une colonie britannique
- 12 décembre 1979 : réintégration de la Rhodésie au Royaume-Uni en tant que Colonie de la Couronne, sous le nom de Rhodésie du Sud.
- 21 décembre 1979 : Accords de Lancaster House préparant l'indépendance du Zimbabwe.
- Février - mars 1980 : victoire aux élections de la ZANU de l'ancien chef de guerilla marxiste, Robert Mugabe.
- 18 avril 1980 : indépendance du Zimbabwe.